# Локовиця (Шоштань)
Локовиця (словен. Lokovica) — поселення в общині Шоштань, Савинський регіон, Словенія. Висота над рівнем моря: 388 м.